# José Antonio Gabriel y Galán
José Antonio Gabriel y Galán (Plasencia, 1940 - Madrid, 1993). Poeta, novelista, traductor, editor y periodista extremeño. Era nieto del escritor José María Gabriel y Galán. A muy temprana edad se traslada con su familia a Madrid. Estudió Derecho en la capital de España y periodismo en París. A partir de 1986 refunda y dirige la revista cultural El Urogallo, creada y editada en su primera etapa (1969-1976) por Elena Soriano. La revista sobrevivió a J. A. Gabriel y Galán hasta 1996, año en que dejó de publicarse. Fue durante años colaborador de El País, donde tenía una columna propia.

## Obras

### Poesía
- Descartes mentía (1977).
- Un país como este no es el mío (1978).
- Poesía (1970-1985) (1988).
- El último naipe. Poesía completa (1970-1990).

### Novela
- Punto de referencia (1972).
- La memoria cautiva (1981).
- A salto de mata (1981).
- El bobo ilustrado (1986).
- Muchos años después (1992).

### Diario
- Diario 1980-1993 (2007). Obra póstuma.

### Cuento infantil
- La grandeza de Tito (1988).

### Otras obras
- Caballos de España (1999). Obra póstuma.